# Otto Ertl

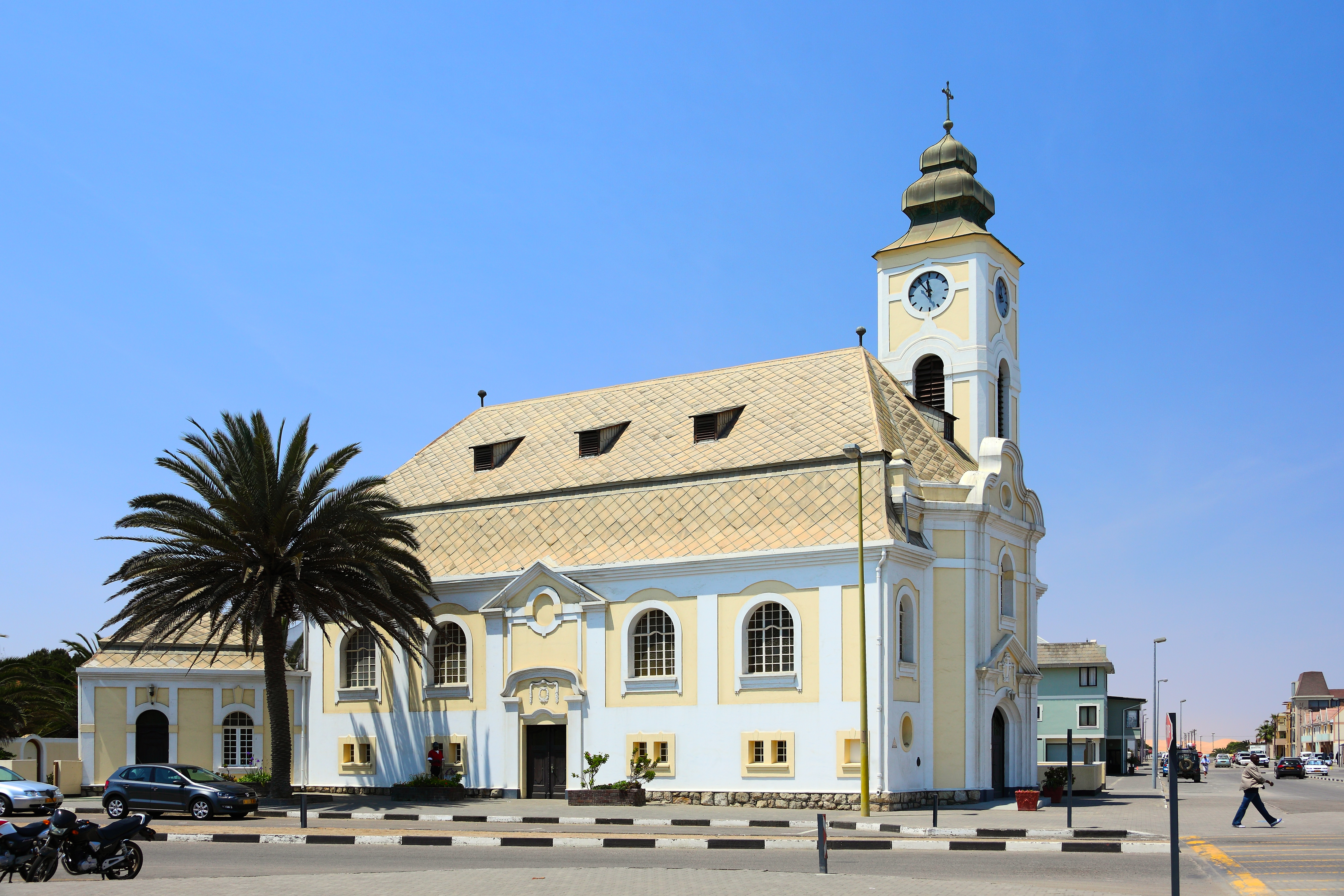
Evangelisch-Lutherische Kirche Swakopmund

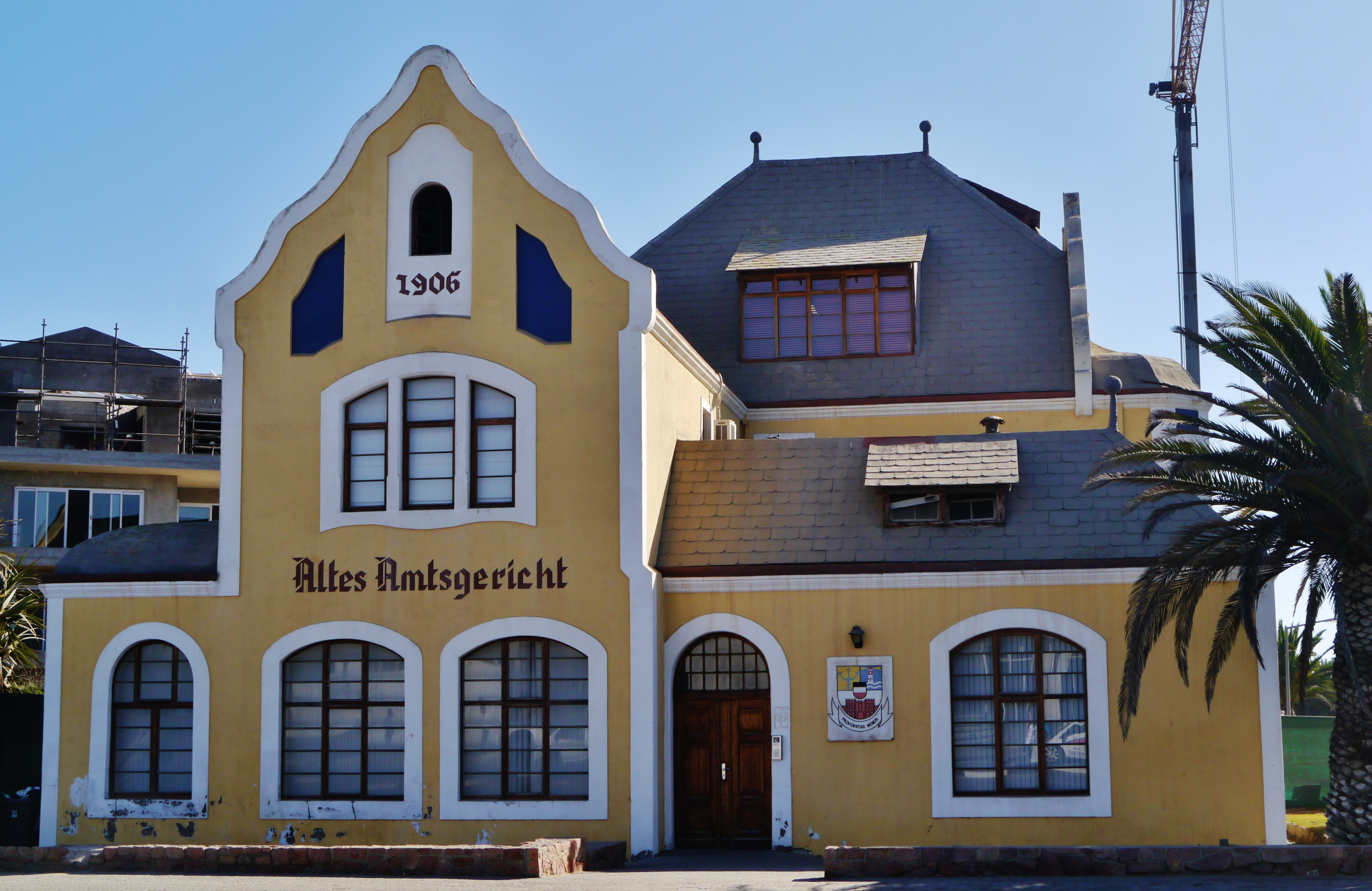
Altes Amtsgericht Swakopmund

Otto Ertl (* 19. Jahrhundert in oder bei Nürnberg; † 20. Jahrhundert) war ein deutscher Architekt und Baubeamter in Deutsch-Südwestafrika, dem heutigen Namibia. Ertl arbeitete dort als Regierungsbaumeister (Assessor in der staatlichen Bauverwaltung) vor allem in Lüderitz und Swakopmund.

## Bauten (Auswahl)
- Goerke-Haus in Lüderitz
- Evangelisch-Lutherische Kirche Swakopmund (gemeinsam mit Friedrich Kramer)
- Altes Gefängnis in Swakopmund (mit Heinrich Bause)
- Altes Amtsgericht in Swakopmund